# Iglesia de Santa María la Mayor (Barruelo)
La iglesia parroquial de Santa María la Mayor de Barruelo, en Cantabria (España), es un templo católico que constituye el monumento románico más destacado del municipio de Valdeprado del Río. 
Se construyó en dos fases bien diferenciadas. La primera parece de muy finales del siglo XII o ya de principios del siglo XIII y se corresponde con la fábrica del ábside principal, cuadrado, cubierto con bóveda de cañón tras arco triunfal sobre columnas pareadas, con capiteles historiados de ejecución discreta pero con una interesante iconografía. El del lado de la Epístola contiene una procesión presidida por un obispo; el del Evangelio muestra a dos músicos tocando una especie de viola o rabel y un pandero cuadrado.
Pocas décadas después se cambia el plan de la iglesia, que pasa a ser de dos naves separadas por arcos formeros apuntados, con el añadido de otra cabecera alineada con la ya existente y un pórtico. El goticismo de la ampliación resulta más evidente. Se nota en los canecillos lisos de caveto, como corresponde a la fase avanzada del románico o protogótico. También en las dos portadas tras el pórtico en las que se apuntan los arcos. De las dos, el mayor interés lo tiene la principal, abocinada, con escueta y atemperada decoración en la que destaca el motivo de rombos o de cruces de San Andrés de la arquivolta frontal, así como la inscripción explicativa de la consagración de la iglesia en 1264.
Ya en el siglo XVII, se afrontó una reforma de la capilla sur, a la que se añadió una pequeña sacristía, mientras que a los pies se levantaba una sólida torre con troneras estilizadas. En el interior se conserva una pintura mural del siglo XVII con el tema de la Última Cena. Tiene un carácter popular, con arcaísmos evidentes en los que se aprecia una impronta gótica. De interés son también los retablos: el mayor se colocó hacia el año 1785, siendo una pieza postchurrigueresca relacionada con el retablista campurriano Manuel García Bayllo; y el colateral del Evangelio, más sencillo y probablemente del siglo anterior.
Entre la imaginería, destaca la talla de Nuestra Señora de los Remedios, que procede de la ermita del mismo nombre, sita a menos de un kilómetro al sureste de Barruelo.
En 1878, la parroquia de Santa María de Barruelo quedó unida a la de Nuestra Señora del Rosario de Arroyal. Sin embargo, la iglesia de Barruelo gozó de coadjutor hasta 1936.